# Trg Evrope
Trg Evrope (italijansko piazza della Transalpina) je trg pred Železniško postajo Nova Gorica, med Gorico (Italija) in Novo Gorico (Slovenija).
Do trga lahko pridemo po slovenski Kolodvorski poti ali po italijanski Caprinovi ulici (via Giuseppe Caprin), ulici Percotove (via Caterina Percoto) in Foscolovi ulici (via Ugo Foscolo).